# 竺素娥
竺素娥（1916年—1989年12月26日），生于中国浙江省嵊县后山，越剧女演员，擅长小生。1930年3月，进入群英舞台学习越剧。代表作有《红鬃烈马》、《武松与潘金莲》《花木兰》等。1949年，组织成立民艺越剧团，任团长。1953年参加振奋越剧团。学生有王文娟、孟莉英、沈于兰等。1989年12月26日在上海病逝。